# Orio (Baskenland)

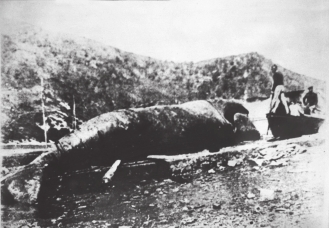
Der Wal von Orio

Orio ist ein Fischerort in der Provinz Gipuzkoa in der autonomen Region Baskenland in Nordspanien. Der Ortskern liegt am Fluss Oria, gut einen Kilometer von seiner Mündung in den Golf von Biskaya. Orio ist als Wiege einiger herausragender baskischer Künstler (wie Jorge Oteiza oder Benito Lertxundi) und für seine große Rudertradition bekannt. 2024 hatte die Gemeinde 6.182 Einwohner.

## Geschichte
Anfänglich war der Ort nur eine dem heiligen Nikolaus geweihte Pfarrgemeinde über deren Bewohner nichts bekannt ist. Sie ist 1180 erstmals auf einer Landkarte des Gebiets der Stadt San Sebastián verzeichnet und von da an zunächst ein zur Jurisdiktion von San Sebastián gehöriges Hafendorf mit wenig Einwohnern oder Bedeutung. Durch ihre Lage am Jakobsweg und als geeigneter Ort zur Überquerung des Oria gewann die Siedlung dann an Bedeutung. Um diesen Küstenort und seine Eisenhütten und Werften zu stärken, gewährte König Johann I. von Kastilien von Kastilien am 12. Juli 1379 das Recht, die Stadt mit dem Namen Villarreal de San Nicolás de Orio zu gründen. Historisch war Orio eine zum Meer und zur Fischerei hin orientierte Gemeinde mit einer langen Tradition im Walfang. Heutzutage wendet es sich verstärkt dem Tourismus zu.
Der Ort liegt an der Küstenlinie der Bahn Euskotren, an der Nationalstraße N-634 und der Autobahn A-8.
Alle fünf Jahre erinnert das Festival „Balearen Eguna“ (Tag des Wals) an den Fang des letzten Wals vor Orio (1901). Dieses Ereignis ist auch Thema eines volkstümlichen Gedichts, das später durch den Liedermacher Benito Lertxundi popularisiert wurde.

## Persönlichkeiten
- Oiana Blanco (* 1983), Judoka
- Jon Azkue Saizar (* 1994), Handballspieler